# Kirby Muxloe Castle

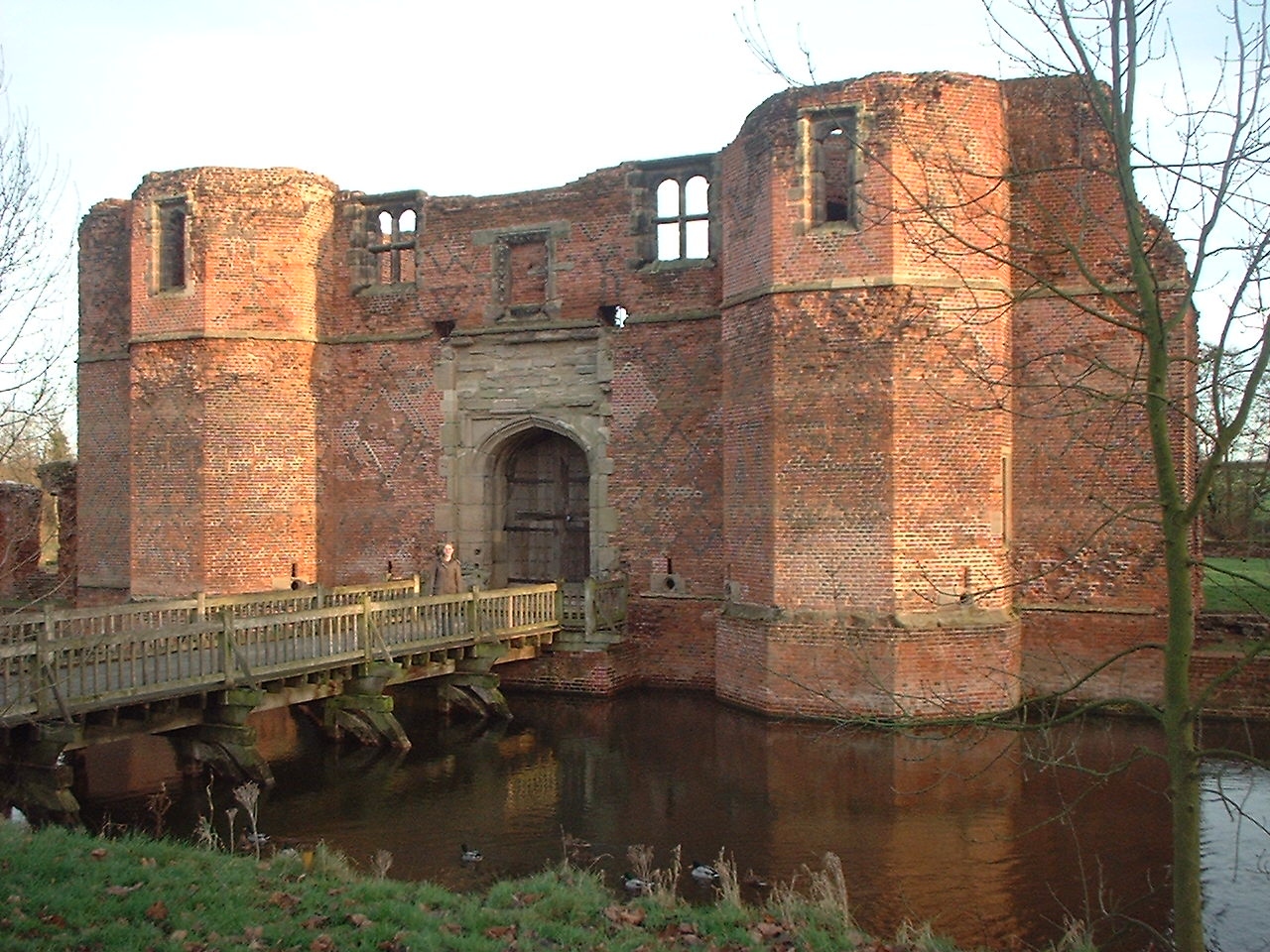
Het poortgebouw

Kirby Muxloe Castle, ook wel Kirby Castle genoemd, is een herenhuis in Kirby Muxloe in Leicestershire. Het werd gebouwd in de 15e eeuw. Lord Hastings begon de bouw in 1480 tijdens de Rozenoorlogen en het kasteel was een van de meest bijzondere gebouwen uit deze tijd.
In Engeland was het in deze tijd nog niet zo vanzelfsprekend dat een kasteel kanonsgaten had. Dit kasteel heeft ze wel en is daarom een voorloper, de kanonsgaten zijn rond en hebben een verticale opening erboven om door te kijken.
In 1483 liet Richard III van Engeland Lord Hastings onthoofden wegens verraad.
Het schijnt dat de weduwe van lord Hastings geprobeerd heeft eraan verder te werken, maar het kasteel is nooit helemaal afgebouwd. De meeste delen zijn ruïnes geworden en het kasteel behoort nu tot Engels erfgoed. De afgelopen jaren is het kasteel gerestaureerd en het is nu open voor bezoekers op zaterdagen en zondagen, in juli en augustus.
Het kasteel ligt in de plaats Kirby Muxloe, vandaar de naam. Kirby komt niet van het woord “kirk”, wat kerk betekent, maar van “Caeri”. Caeri was een vrouw die rond begin 10e eeuw leefde, zij bouwde een nederzetting die bekendstond als Carbi, later Kirby genoemd. Waar de naam Muxloe vandaan komt is niet duidelijk.